# Jean Mallon
Pour les articles homonymes, voir Mallon.
Jean Mallon est un paléographe français, né le 20 juin 1904 au Havre et mort le 16 novembre 1982 à Paris, spécialiste de paléographie latine.

## Biographie

### Carrière
- Élève de l'École des chartes
- Archiviste-paléographe (1926)
- Conservateur aux Archives nationales[3]

### Famille
Son père, Robert Mallon, négociant, et sa mère, Fernande Hamelin, se marient à Cherbourg en septembre 1903. Jean est donc leur fils aîné. Il épouse Lucille Mermod (1913-1988), fille de Camille Mermod (1878-1967), industriel, député de l'Ain. Elle lui donne quatre garçons et une fille. Il a raconté dans une lettre ouverte publiée dans Le Monde les circonstances de la mort de son fils aîné François (1939-1974) d'une tumeur au cerveau, mal diagnostiquée par les médecins.

## Œuvre
Jean Mallon a eu une influence majeure sur l'école française de paléographie, en introduisant et démontrant l'importance du ductus comme élément dynamique d'évolution des écritures. Dans les premières années de son travail, de 1937 à 1939, il conserve la théorie traditionnelle qui voulait que toutes les écritures romaines soient issues de la capitale calligraphiée par une transformation régulièrement continue de celle-ci, mais met en lumière les problèmes que pose cette théorie. Il innove par la création du premier film paléographique, Ductus,, sorti en 1976, qui met parfaitement en valeur le rôle des actions successives de la cursivité et de la calligraphie sur la transformation de l'alphabet morphologique. Il publie alors, avec Robert Marichal, L'écriture latine de la capitale romaine à la minuscule.
Après la guerre, il est le maître d'œuvre de la « nouvelle paléographie » et publie en 1952 l'ouvrage Paléographie romaine, qui organise dans une présentation cohérente et sans faille les nouvelles conceptions de l'évolution de l'écriture : l'inclinaison du support déplace les pleins et les déliés et génère une généalogie des diverses écritures attestées à l'époque romaine qui ne peut plus être vue comme une suite de filiations continues, mais selon un schéma qui, dans ses grandes lignes, doit être au moins bifide.
Les trente années qui ont suivi la Paléographie romaine sont celles de « l'exploitation et du militantisme ». En raison de son originalité et de son travail portant à la fois sur l'épigraphie, la diplomatique, la papyrologie et la codicologie, on voit en lui « le pionnier de la Nouvelle École française de paléographie ».

## Publications

### Livres
- Jean Mallon, Robert Marichal et Charles Ferrat, L'écriture latine de la capitale romaine à la minuscule, Paris, Arts et métiers graphiques, 1939, 54 planches reproduisant 85 documents originaux. [Introduction de 32 pages non chiffrées.].
- Jean Mallon. Paléographie romaine, Madrid, Consejo superior de investigaciones científicas, Instituto Antonio de Nebrija de filologia, 1952. 189 p. (Scripturae, monumenta et studia, 3).
- Monsalud, Mariano Cárlos Solano Gálvez de San Pelayo y Villalpando, marquis de. Las Inscripciones publicadas por el marqués de Monsalud (1897-1908). Estudio crítico, éd. Jean Mallon et Tomás Marín, Madrid, Consejo sup. de investig. cient., 1951. XXV-135 p. (Scripturae monumenta et studia, 2).
- Jean Mallon, De l'écriture : recueil d'études publiées de 1937 à 1981, Éd. du Centre national de la recherche scientifique, 1982, 1re éd., 367 p. (ISBN 2-222-02931-7)
- Jean Mallon, De l'écriture : recueil d'études publiées de 1937 à 1981, Éd. du Centre national de la recherche scientifique, 1986, 2e éd., 367 p. (ISBN 2-222-02931-7)
- Archives nationales (France), Inventaire des archives de la marine. T. 8, Sous-série B3, 561-803, réd. Henri Buche et Jean Mallon, Paris : Impr. nationale, 1963.

### Articles
- « Pour une nouvelle critique des chiffres dans les inscriptions latines gravées sur pierre », Emerita, t. 16 (1948), p. 14-45.
- « Quel est le plus ancien exemple connu d'un manuscrit latin en forme de codex ? », Emerita, t. 17 (1949), p. 1-8.
- « La Brique de Villaviciosa de Cordoba, Ps. XCV, 11 », dans Studi in onore di Cesare Manaresi, Milano, A. Giuffré, 1952, p. 209-216.
- « Une inscription latine incomplètement gravée », Libyca, Archéologie, Epigraphie, t. 3 (1955), p. 155-162
- « Scriptoria épigraphiques », dans Scriptorium, t. 11/2 (1957), p. 177-194.
- Jean Mallon, Charles Perrat, « Liste de noms écrits sur marbre », dans "Mélanges de Carthage" offerts à Charles Saumagne, Louis Poinssot, Maurice Pinard, Paris : Librairie orientaliste P. Geuthner, 1964-1965, p. 135-139.
- Gilbert-Charles Picard, Henri Le Bonniec, Jean Mallon, « Le Cippe de Beccut », dans Antiquités africaines, t. 4 (1970), p. 125-164.
- « L'Écriture de la chancellerie impériale romaine », Acta Salmanticensia. Filosofía y letras, t. 4/2
- « Schéma à propos d'une inscription latine publiée dans un recueil récent », Scriptorium, t. 30 (1976), p. 249-251.
- « Panorama actual de la investigacion sobre escrituras latinas : perspectivas para el futuro », dans Actas de las I jornadas de metodologia aplicada de las ciencias historicas, V paleografia y archivistica, Santiago de Compostela : Universidad, 1977, p. 15-22.
- « Qu'est-ce que la paléographie ? », communication dactylographiée au « Colloque du Comité international de paléographie », Munich, 15 sept. 1981.

### Film
Jean Mallon, 'Ductus', réalisation Jean Venard, animation Equipe Arcady, musique Jean Cohen-Solal, conseiller artistique Georges Richar, prod. Les films verts.